# Тамара Драгичевић
Тамара Драгичевић (Београд, 30. март 1989) српска је филмска, телевизијска и позоришна глумица.

## Биографија
Тамара Драгичевић је глуму дипломирала на Факултету драмских уметности у Београду, у класи професора Драгана Петровића Пелета. Постала је позната по филму Драгана Бјелогрлића Монтевидео, Бог те видео!, а запажену улогу је остварила и у телевизијској серији Војна академија. Била је учесница ријалитија Твоје лице звучи познато и победница прве епизоде. На фестивалу Дани комедије у Јагодини је за улогу Саше у представи Добри ујкица 2012. добила награду Статуета Ћуран. Њен брат Миодраг Драгичевић је глумац.
У браку је са Петром Бенчином од јуна 2016. године. Родила је ћерку Сташу 4. децембра 2016. , а сина Лазара 14. августа 2019. године.

## Награде
- Статуета Ћуран за најбоља глумачка остварења: 2012. (за улогу Саше у представи Добри ујкица)
- Награда Царица Теодора: 2021. (за улогу Силване Арменулић у филму Тома)[4]

## Улоге

### Филмографија
| Год.       | Назив                           | Улога             | Напомена                |
| ---------- | ------------------------------- | ----------------- | ----------------------- |
| 2010-те    |                                 |                   |                         |
| 2010.      |                                 | девојка           | кратки филм             |
| 2010.      | Златна лига                     | спортисткиња      | кратки филм             |
| 2010.      | Монтевидео, Бог те видео!       | Ели Попс          |                         |
| 2010—2011. | Мирис кише на Балкану           | Бука              | ТВ серија, 12 еп.       |
| 2011.      | Мирис кише на Балкану           | Бука              |                         |
| 2012—2020. | Војна академија                 | Надица Арсић      | ТВ серија, главна улога |
| 2012.      | Монтевидео, Бог те видео!       | Ели Попс          | ТВ серија, 5 еп.        |
| 2012—2013. | На путу за Монтевидео           | Ели Попс          | ТВ серија, 9 еп.        |
| 2013.      | Војна академија 2               | Надица Арсић      |                         |
| 2014.      | Монтевидео, видимо се!          | Ели Попс          | ТВ серија, 3 еп.        |
| 2015.      | Бићемо прваци света             | Соња Младеновић   |                         |
| 2015.      | Панама                          | Сандра            |                         |
| 2015.      | Игра у тами                     | Аска              |                         |
| 2015.      | Рођендан господина Нушића       | Љубинка Бобић     |                         |
| 2016.      | Прваци света                    | Соња Младеновић   | ТВ серија, 4 еп.        |
| 2016.      | Краљ Белгијанаца                | граничарка        |                         |
| 2016.      | Војна академија 3: Нови почетак | Надица Арсић      |                         |
| 2018—2019. | Жигосани у рекету               | Маја              | ТВ серија, 26 еп.       |
| 2019.      | Далеко је Холивуд               | глумац 2          | ТВ серија, 1 еп.        |
| 2019.      | Војна академија 5               | Надица Арсић      |                         |
| 2020-те    |                                 |                   |                         |
| 2020.      | Мочвара                         | Слађана           | ТВ серија, 4 еп.        |
| 2021.      | Тома                            | Силвана Арменулић |                         |
| 2023.      | Живи и здрави                   | матичарка         | филм                    |
| 2023.      | Тома                            | Силвана Арменулић | ТВ серија, главна улога |

### Спотови
- Случајно — Пилоти (2011)[5]
- Кажу да је љубав само реч — Пилоти (2012)[6]
- Неосвојиви — Blah Blah Band и Сања Димитријевић (2014)[7]